# Міжнародний географічний союз
Міжнародний географічний союз (англ. International Geographical Union - IGU, фр. Union Géographique Internationale) —  міжнародна асоціація географічних організацій по всьому світу. Перший географічний конгрес відбувся 1871 року. Організація ж заснована 1922 року в Бельгії.
Союз має 34 комісії і чотири цільові групи. Однією з  комісій є міська географічна комісія, яка порівнює міста з капіталістичними та соціалістичними типами економіки. Створена на конференції UGI 1976 року в Москві.